# Jay Khan
Tariq Jay Khan (ur. 31 marca 1982 w Londynie) – brytyjski piosenkarz, były członek zespołu US5, założyciel zespołu Großstadt Freunde.
Karierę muzyczną rozpoczął w jednej z berlińskich spółek producenckich – Triple Music, dzięki czemu przez siedem lat współpracował z takimi producentami jak Mike Michaels i Mark Dollar. Jego największym sukcesem była piosenka Schick mir nen Engel, napisana dla Overground, która sprzedała się w nakładzie 250 tysięcy płyt.
Jego ojciec jest Pakistańczykiem, a matka Brytyjką.
W 2009 otworzył w miejscowości Berlin bar „6vorne”.

## Dyskografia

### US5
- 2005 Here We Go
- 2006 Here We Go New Edition
- 2006 In Control
- 2007 In Control Reloaded
- 2008 Around The World
- 2010 Back Again

### Kariera solowa
- 2011 Nackt

### Großstadt Freunde
- 2014 Wir Sind Hier